# Сейшелы на летних Олимпийских играх 2008
Сейшелы принимали участие в Летних Олимпийских играх 2008 года в Пекине (Китай) в седьмой раз за свою историю, но не завоевали ни одной медали. Сборную страны представляли 3 женщины.

## Тяжёлая атлетика
Спортсменов — 1
Мужчины
| Спортсмен     | Категория | Рывок     | Рывок | Толчок    | Толчок | Сумма | Место |
| Спортсмен     | Категория | Результат | Место | Результат | Место  | Сумма | Место |
| ------------- | --------- | --------- | ----- | --------- | ------ | ----- | ----- |
| Терренс Дикси | до 85 кг  | 115       | 19    | 140       | 16     | 255   | 16    |